# サルヴェスターン
サルヴェスターン (ペルシア語: سروستان Sarvestân/Sarvestān/Sarvistān, "杉の土地"; サルヴ（杉（糸杉）） + estanの意)とは、イランのファールス州の都市であり、サルヴェスターン郡の郡中心市に定められている。2006年当時の人口は16,846人、4,094世帯。ファールス州の州都シーラーズの南東76kmに位置する。
住民の大部分はペルシア人である。サルヴェスターンでは小麦、ピスタチオ、オリーブなどの熱帯・亜熱帯植物が栽培されており、ヨーグルトでも知られている。

## 歴史
サルヴェスターンの歴史はアケメネス朝が建国された2,600年ほど前にさかのぼる。シーラーズから90km離れた町の南東に宮殿の遺跡が存在し、サーサーン朝時代（224年 - 651年）に建設された支配者の宮殿、あるいはゾロアスター教の拝火神殿だと推定されている。1956年に宮殿はイラン国家遺産リストに登録されたが、非専門家によって行われた修復作業によって、遺跡は危機的な状態にある。
市の近郊には、聖人シャイフ・ユーソフ・サルヴェスターニーの霊廟が置かれている。